# Katia Polletin
Katia Renate Polletin (Beirut, 24 marzo 1967) è un'attrice e architetto austriaca.

## Biografia
Katia è nata a Beirut dove il padre lavorava per l'ONU e frequenta la scuola francese. Nel 1975 a causa della guerra la famiglia si trasferisce a Vienna.
Dopo aver visto una annuncio pubblicitario per la ricerca di una bambina per interpretare Heidi la zia iscrive la bambina che vince la concorrenza di altre centinaia di bambine.
La serie televisiva di enorme successo resta però l'unica esperienza, Katia infatti preferisce studiare architettura prima a Vienna poi a Parigi.
Vive a Lech, nelle Alpi austriache, assieme al marito e due figli gestendo un hotel di lusso.

## Filmografia
- Heidi – serie TV, 26 episodi (1978)